# Роберто Манчині
Робе́рто Манчи́ні (італ. Roberto Mancini; нар. 27 листопада 1964, Єзі) — італійський футболіст і тренер. Бронзовий призер чемпіонату світу, кавалер ордена «За заслуги перед Італійською Республікою». Абсолютний рекордсмен за кількістю завойованих кубків Італії — 10 (6 як гравець і 4 — як тренер).
Впродовж 2018–2023 років очолював тренерський штаб національної збірної Італії.

## Кар'єра гравця

### Клуби
Роберто Манчині у 16 років дебютував в основному складі клубу «Болонья», вихованцем якого був, 12 вересня 1981 року, і в першому ж сезоні в Серії А несподівано забив 9 м'ячів. Перспективний забивний форвард одразу привернув до себе увагу сильних клубів, найактивнішим з них виявилася «Сампдорія», до якої він і перейшов за 4 млрд. лір. У «Сампдорії» Роберто створив знаменитий дует в атаці з Джанлукою Віаллі, їх навіть прозвали «близнюками-гол». Зі «Сампдорією» Манчині переміг у чемпіонаті Італії, виграв чотири кубки Італії, суперкубок Італії (забивши переможний м'яч) і Кубок володарів Кубків 1990 року, у фіналі якого «Сампдорія» з рахунком 2:0 обіграла «Андерлехт» (обидва голи забив Віаллі). 1992 року «Сампдорія» була за крок до перемоги у кубку Чемпіонів, але у фіналі турніру, у додатковий час, пропустила єдиний м'яч після гарматного пострілу барселонця Рональда Кумана.
1997 року Манчині перейшов до римського «Лаціо». З римлянами, у рік сторіччя клубу, Манчині виграв своє друге «скудетто», останній в історії Кубок володарів Кубків і європейський суперкубок. У січні 2001 року Манчині підписав контракт з англійським «Лестером», але провів у команді всього місяць, зігравши 5 матчів, і завершив кар'єру.

### Збірна Італії
Попри клубні успіхи, у збірній Італії Манчині так і не став гравцем твердої основи, зігравши за збірну 36 матчів і забивши всього 4 голи, один з них — дуже важливий у ворота збірної ФРН, на Євро-1988. Кар'єра Манчині у збірній завершилася після конфлікту з головним тренером команди Арріго Саккі, коли той повідомив, що не гарантує Манчині місця в команді, яка вирушала на чемпіонат світу в США.

## Тренерська діяльність

### «Лаціо» і «Фіорентина»
Свою тренерську кар'єру Манчині розпочав ще граючи за «Лаціо», ставши асистентом Свена-Йорана Ерікссона. Але повномасштабний тренерський дебют Манчині відбувся в лютому 2001 року, коли Роберто призначили головним тренером «Фіорентини», хоч у нього на той час ще й не було тренерської ліцензії. У Флоренції Манчині-тренер здобуває свій перший трофей, вигравши кубок Італії. Однак вже в січні 2002 року Манчині звільнили з посади після виступів вболівальників, незадоволених результатами команди.
Улітку 2002 року Манчині повернувся в «Лаціо», але вже в статусі головного тренера клубу. Незважаючи на скандали і фінансові труднощі, пов'язані з діяльністю президента клубу Серджіо Краньйотті, Манчині досягнув з командою гарних показників, перемігши в кубку Італії. Проте, у півфіналі кубка УЄФА «Лаціо» зазнав розгромної поразки від «Порту» Жозе Моурінью з рахунком 1:4. Попри це, Манчині попросив збільшення своєї зарплатні з 1,5 до 7 млрд лір, тоді як доходи решти членів клубу, навпаки, були зменшені, однак нове керівництво клубу ухвалило рішення піти на цей крок.

### «Інтер»
2004 року Манчині підписав контракт з «Інтернаціонале». У першому сезоні в «Інтері» Манчині виграв кубок Італії, однак в інших змаганнях клуб виступав не так вдало: у Лізі чемпіонів «нерадзуррі» поступилися в чвертьфіналі найпринциповішому супернику — «Мілану», а в чемпіонаті клуб втратив шанси на виграш «скудетто» ще в листопаді.
Сезон 2005—2006 почався з виграшу суперкубка Італії, у протистоянні з «Ювентусом», у якому перемогу «нерадзуррі» приніс гол у додатковий час Хуана Себастьяна Верона. У чемпіонаті клуб посів лише друге місце, але внаслідок кальчополі, титул, який здобув «Ювентус», передали «Інтеру». У Лізі чемпіонів клуб знову вибув на стадії чвертьфіналу, цього разу програвши іспанському «Вільярреалу».
На початку сезону 2006—2007 клуб вдруге поспіль здобуває суперкубок Італії, у фіналі якого «Інтер», програючи по ходу матчу 0:3, зміг вирвати перемогу з рахунком 4:3 у «Роми» в додатковий час. Після цього успіху, Манчині виграє свій перший «справжній» тренерський чемпіонат, здобувши 17 перемог поспіль. Але в Лізі чемпіонів знову невдача: забивши більше голів на чужому полі, шлях «нерадзуррі» перетнула «Валенсія» (2:2 в Мілані і 0:0 у Валенсії), причому другий матч завершився бійкою між гравцями команд, деяких навіть дискваліфікували.
Сезон 2007—2008 розпочався для «Інтера» з поразки у фіналі суперкубку від «Роми» 0:1. У чемпіонаті «Інтер» переміг втретє поспіль, завоювавши «скудетто» в передостанньому турі, завдяки двом голам Златана Ібрагімовича у ворота «Парми», але в Лізі чемпіонів чергова невдача, цього разу в матчі з «Ліверпулем». Після гри Манчині заявив, що після закінчення сезону піде у відставку, але потім взяв свої слова назад. 18 травня «Інтер» здобув перемогу в чемпіонаті, але у фіналі кубка Італії програв «Ромі». А 29 травня 2008 року Манчині звільнили, офіційна причина звільнення — невдача в Лізі чемпіонів.

### «Манчестер Сіті»

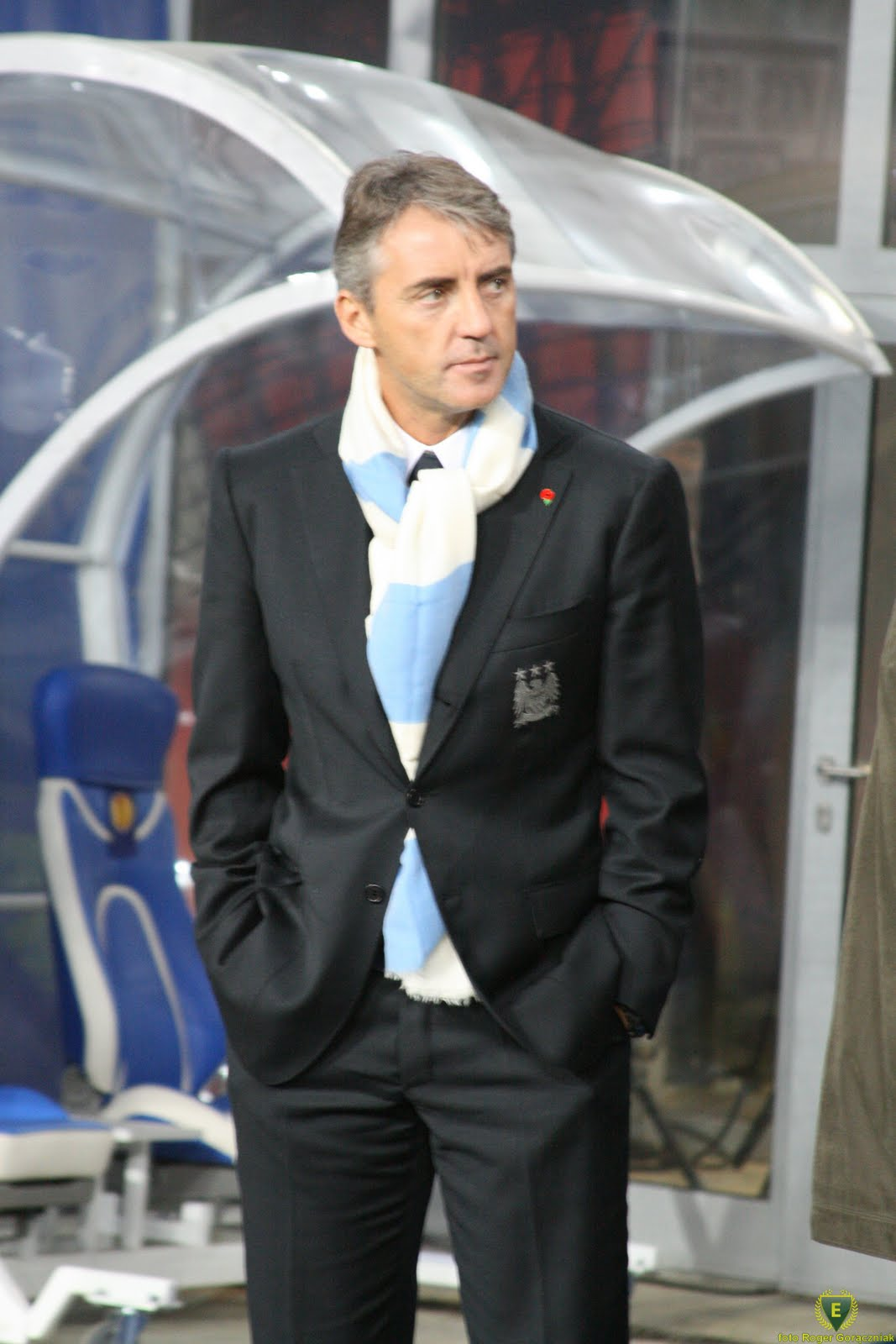
Манчині на посаді головного тренера «Манчестер Сіті»

19 грудня 2009 року Манчині очолив англійський клуб «Манчестер Сіті», підписавши контракт на 3,5 роки з зарплатою близько 3,5 млн. євро за сезон.
У сезоні 2009/10 команда фінішувала на 5-му місці, вперше за кілька останніх років виборовши право грати у Єврокубках.
Перед початком сезону 2010/11 команда суттєво посилилася за рахунок придбання таких виконавців як Давід Сільва, Яя Туре, Александар Коларов, Маріо Балотеллі, Джеймс Мілнер та Жером Боатенг. По ходу сезону «Сіті» довгий час перебував серед претендентів на перемогу у Прем'єр-лізі, проте фінішував лише на третій позиції, поступившись дев'ятьма очками принциповим суперникам з «Манчестер Юнайтед» та лише за гіршою різницею голів поступившись другим місцем «Челсі». При цьому команда, на формування якої за сезон з урахуванням трансферів та контрактів гравців і тренерів витратили близько 1 мільярда фунтів, не дуже вдало виступила у єврокубках, поступившись київському «Динамо» вже на стадії 1/8 фіналу Ліги Європи. Утім, найбільш успішним для «Мансіті» турніром того сезону став Кубок Англії, який команда здобула, мінімально обігравши у фіналі змагання «Сток Сіті». Цей трофей перервав найдовшу в історії манчестерського клубу серію без трофеїв, яка на той час тривала з 1976 року, а також зробив Манчині лише п'ятим тренером в історії клубу, якому вдавалося перемогти в одному з основних національних турнірів.
Кубковий трофей, вочевидь, не задовольнив амбіції еміратських власників клубу, і перед початком сезону 2011/12 Манчині отримав додаткові кошти на подальше підсилення команди, за які, зокрема, придбали Саміра Насрі і Серхіо Агуеро. Посилений цими виконавцями склад команди значну частину сезону очолював турнірну таблицю Прем'єр-ліги, згодом її результати дещо погіршилися, проте врешті-решт в останньому турі чемпіонату «Сіті» вдалося у додатковий час гри проти «Квінз Парк Рейнджерс» вирвати нічию, яка дозволила йому зрівнятися за очками з «Манчестер Юнайтед» і завдяки кращій різниці голів стати чемпіоном Англії. Цей титул став для «Мансіті» першим за останні 44 роки і зробив Манчині лише другим італійським тренером, якому вдавалося привести свою команду до перемоги в англійській Прем'єр-лізі (після тріумфу Карло Анчелотті з «Челсі» двома роками раніше).
У сезоні 2012/13 результати «Манчестер Сіті» суттєво погіршилися, що дозволило їх головним конкурентам того періоду, «Манчестер Юнайтед», ще за декілька турів до завершення чемпіонату забезпечити собі перемогу у ньому. За декілька тижнів команда Манчині не змогла реабілітуватися перед своїми вболівальниками і керівництвом клубу, програвши «Віган Атлетік» у додатковий час фінальний матч тогорічного розіграшу Кубка Англії. А вже за декілька днів після програного кубкового фіналу Манчині звільнили. На той момент італійський спеціаліст посідав четверте місце за відсотком перемог в іграх Прем'єр-ліги, поступаючись лише Жозе Моурінью, Алексу Фергюсону та Карло Анчелотті.

### «Галатасарай»
30 вересня 2013 року новим клубом Манчині став турецький «Галатасарай». Контракт з турецьким грандом був розрахований на три роки, проте вже у червні 2014 його розірвали за обопільною згодою. За неповний сезон, проведений у Стамбулі, італієць здобув перемогу у Кубку Туреччини.

### Повернення до «Інтера»
14 листопада 2014 року оголосили про повернення Роберто Манчині на тренерський місток міланського «Інтернаціонале». Однак проти середини 2000-х позиції «Інтера» у Серії A були вже значно слабшими, і повернення одного з найуспішніших в історії клубу тренерів не лише не дозволило «Інтернаціонале» нав'язати боротьбу домінантному в італійському футболі «Ювентусу», але й хоча би пробитися до чільної трійки італійського чемпіонату міланцям не вдалося. Провівши майже два сезони у Мілані після повернення, влітку 2016 року тренер залишив «Інтер» за згодою сторін.

### «Зеніт»
Відпочивши протягом року від футболу, влітку 2017 року Манчині прийняв запрошення очолити тренерський штаб російського «Зеніта». Пропрацював з командою протягом одного сезону, у якому бронзовий призер російського чемпіонату попереднього року фінішував лише на п'ятому місці у місцевій футбольній першості.

### Збірна Італії
14 травня 2018 року, наступного дня після розірвання контракту із «Зенітом», був представлений новим очільником тренерського штабу національної збірної Італії. Контракт спеціаліста був розрахований до 2020 року з автоматичним подовженням у випадку кваліфікації команди до фінальної частини Євро-2020.
11 липня 2021 року в фіналі Чемпіонату Європи збірна Італії , під керівництвом Манчині, стала чемпіоном Європи.

## Статистика виступів

### Статистика клубних виступів
| Сезон                 | Команда               | Чемпіонат             | Чемпіонат | Чемпіонат | Кубок Італії | Кубок Італії | Кубок Італії | Єврокубки | Єврокубки | Єврокубки | Інші змагання | Інші змагання | Інші змагання | Усього | Усього |
| Сезон                 | Команда               | Ліга                  | Ігор      | Голів     | Ліга         | Ігор         | Голів        | Ліга      | Ігор      | Голів     | Ліга          | Ігор          | Голів         | Ігор   | Голів  |
| --------------------- | --------------------- | --------------------- | --------- | --------- | ------------ | ------------ | ------------ | --------- | --------- | --------- | ------------- | ------------- | ------------- | ------ | ------ |
| 1981–82               | «Болонья»             | A                     | 30        | 9         | КІ           | 1            | 0            | -         | -         | -         | -             | -             | -             | 31     | 9      |
| 1982–83               | «Сампдорія»           | A                     | 22        | 4         | КІ           | 5            | 1            | -         | -         | -         | -             | -             | -             | 27     | 5      |
| 1983–84               | «Сампдорія»           | A                     | 30        | 8         | КІ           | 8            | 2            | -         | -         | -         | -             | -             | -             | 38     | 10     |
| 1984–85               | «Сампдорія»           | A                     | 24        | 3         | КІ           | 11           | 3            | -         | -         | -         | -             | -             | -             | 35     | 6      |
| 1985–86               | «Сампдорія»           | A                     | 23        | 6         | КІ           | 11           | 4            | КВК       | 4         | 2         | -             | -             | -             | 38     | 12     |
| 1986–87               | «Сампдорія»           | A                     | 26        | 6         | КІ           | 5            | 0            | -         | -         | -         | -             | -             | -             | 31     | 6      |
| 1987–88               | «Сампдорія»           | A                     | 30        | 5         | КІ           | 13           | 3            | -         | -         | -         | -             | -             | -             | 43     | 8      |
| 1988–89               | «Сампдорія»           | A                     | 29        | 9         | КІ           | 11           | 5            | КВК       | 8         | 0         | СІ            | 0             | 0             | 48     | 14     |
| 1989–90               | «Сампдорія»           | A                     | 31        | 11        | КІ           | 3            | 2            | КВК       | 9         | 2         | СІ            | 1             | 0             | 44     | 15     |
| 1990–91               | «Сампдорія»           | A                     | 30        | 12        | КІ           | 10           | 2            | КВК       | 5         | 2         | СУ            | 2             | 0             | 47     | 16     |
| 1991–92               | «Сампдорія»           | A                     | 29        | 6         | КІ           | 6            | 2            | КЧ        | 9         | 4         | СІ            | 1             | 1             | 45     | 13     |
| 1992–93               | «Сампдорія»           | A                     | 30        | 15        | КІ           | 2            | 0            | -         | -         | -         | -             | -             | -             | 32     | 15     |
| 1993–94               | «Сампдорія»           | A                     | 30        | 12        | КІ           | 7            | 0            | -         | -         | -         | -             | -             | -             | 37     | 12     |
| 1994–95               | «Сампдорія»           | A                     | 31        | 9         | КІ           | 2            | 1            | КВК       | 4         | 2         | СІ            | 1             | 0             | 38     | 12     |
| 1995–96               | «Сампдорія»           | A                     | 26        | 11        | КІ           | 2            | 1            | -         | -         | -         | -             | -             | -             | 28     | 12     |
| 1996–97               | «Сампдорія»           | A                     | 33        | 15        | КІ           | 2            | 0            | -         | -         | -         | -             | -             | -             | 35     | 15     |
| Усього за «Сампдорію» | Усього за «Сампдорію» | Усього за «Сампдорію» | 424       | 132       |              | 98           | 26           |           | 39        | 12        |               | 5             | 1             | 566    | 171    |
| 1997–98               | «Лаціо»               | A                     | 34        | 5         | КІ           | 8            | 1            | КУЄФА     | 10        | 3         | -             | -             | -             | 52     | 9      |
| 1998–99               | «Лаціо»               | A                     | 33        | 10        | КІ           | 6            | 2            | КВК       | 7         | 0         | СІ            | 1             | 0             | 47     | 12     |
| 1999–00               | «Лаціо»               | A                     | 20        | 0         | КІ           | 7            | 3            | ЛЧ        | 9         | 0         | СУ            | 1             | 0             | 37     | 3      |
| Усього за «Лаціо»     | Усього за «Лаціо»     | Усього за «Лаціо»     | 87        | 15        |              | 21           | 6            |           | 26        | 3         |               | 2             | 0             | 136    | 24     |
| січ.-лют. 2001        | «Лестер Сіті»         | ПЛ                    | 4         | 0         | КА+КЛ        | 1+0          | 0            | -         | -         | -         | -             | -             | -             | 5      | 0      |
| Усього за кар'єру     | Усього за кар'єру     | Усього за кар'єру     | 545       | 156       |              | 121          | 32           |           | 65        | 15        |               | 7             | 1             | 738    | 204    |

### Статистика виступів за збірну
| Дата       | Місто              | Господарі  | Результат             | Гості      | Турнір             | Голи | Примітки |
| ---------- | ------------------ | ---------- | --------------------- | ---------- | ------------------ | ---- | -------- |
| 26-5-1984  | Торонто            | Канада     | 0 – 2                 | Італія     | товариський матч   | -    |          |
| 30-5-1984  | Нью-Йорк           | США        | 0 – 0                 | Італія     | товариський матч   | -    |          |
| 8-10-1986  | Болонья            | Італія     | 2 – 0                 | Греція     | товариський матч   | -    | 73'      |
| 18-4-1987  | Кельн              | ФРН        | 0 – 0                 | Італія     | товариський матч   | -    |          |
| 28-5-1987  | Осло               | Норвегія   | 0 – 0                 | Італія     | товариський матч   | -    |          |
| 3-6-1987   | Стокгольм          | Швеція     | 1 – 0                 | Італія     | Відбір до ЧЄ 1988  | -    |          |
| 23-9-1987  | Піза               | Італія     | 1 – 0                 | Югославія  | товариський матч   | -    | 58'      |
| 17-10-1987 | Берн               | Швейцарія  | 0 – 0                 | Італія     | Відбір до ЧЄ 1988  | -    | 82'      |
| 5-12-1987  | Мілан              | Італія     | 3 – 0                 | Португалія | Відбір до ЧЄ 1988  | -    | 68'      |
| 20-2-1988  | Барі               | Італія     | 4 – 1                 | СРСР       | товариський матч   | -    |          |
| 31-3-1988  | Спліт              | Югославія  | 1 – 1                 | Італія     | товариський матч   | -    |          |
| 27-4-1988  | Люксембург         | Люксембург | 0 – 3                 | Італія     | товариський матч   | -    |          |
| 4-6-1988   | Брешія             | Італія     | 0 – 1                 | Уельс      | товариський матч   | -    |          |
| 10-6-1988  | Дюссельдорф        | ФРН        | 1 – 1                 | Італія     | ЧЄ 1988 - 1-й етап | 1    |          |
| 14-6-1988  | Франкфурт-на-Майні | Італія     | 1 – 0                 | Іспанія    | ЧЄ 1988 - 1-й етап | -    | 68'      |
| 17-6-1988  | Кельн              | Італія     | 2 – 0                 | Данія      | ЧЄ 1988 - 1-й етап | -    | 67'      |
| 22-6-1988  | Штутгарт           | СРСР       | 2 – 0                 | Італія     | ЧЄ 1988 - півфінал | -    | 45'      |
| 19-10-1988 | Пескара            | Італія     | 2 – 1                 | Норвегія   | товариський матч   | -    |          |
| 21-12-1989 | Кальярі            | Італія     | 0 – 0                 | Аргентина  | товариський матч   | -    |          |
| 21-2-1990  | Роттердам          | Нідерланди | 0 – 0                 | Італія     | товариський матч   | -    |          |
| 26-9-1990  | Палермо            | Італія     | 1 – 0                 | Нідерланди | товариський матч   | -    |          |
| 3-11-1990  | Рим                | Італія     | 0 – 0                 | СРСР       | Відбір до ЧЄ 1992  | -    |          |
| 1-5-1991   | Салерно            | Італія     | 3 – 1                 | Угорщина   | Відбір до ЧЄ 1992  | -    |          |
| 5-6-1991   | Осло               | Норвегія   | 2 – 1                 | Італія     | Відбір до ЧЄ 1992  | -    |          |
| 12-6-1991  | Мальме             | Італія     | 2 – 0 д.ч.            | Данія      | Scania Cup         | -    |          |
| 16-6-1991  | Стокгольм          | Італія     | 1 – 1 д.ч. (3-2 п.п.) | СРСР       | Scania Cup         | -    |          |
| 25-9-1991  | Софія (місто)      | Болгарія   | 2 – 1                 | Італія     | товариський матч   | -    |          |
| 12-10-1991 | Москва             | СРСР       | 0 – 0                 | Італія     | Відбір до ЧЄ 1992  | -    |          |
| 4-6-1992   | Бостон             | Італія     | 2 – 0                 | Ірландія   | USA Cup            | -    |          |
| 20-1-1993  | Флоренція          | Італія     | 2 – 0                 | Мексика    | товариський матч   | -    |          |
| 24-2-1993  | Порту              | Португалія | 1 – 3                 | Італія     | Відбір до ЧС 1994  | -    |          |
| 24-3-1993  | Палермо            | Італія     | 6 – 1                 | Мальта     | Відбір до ЧС 1994  | 2    |          |
| 1-5-1993   | Берн               | Швейцарія  | 1 – 0                 | Італія     | Відбір до ЧС 1994  | -    |          |
| 22-9-1993  | Таллінн            | Естонія    | 0 – 3                 | Італія     | Відбір до ЧС 1994  | 1    |          |
| 17-11-1993 | Мілан              | Італія     | 1 – 0                 | Португалія | Відбір до ЧС 1994  | -    |          |
| 23-3-1994  | Штутгарт           | Німеччина  | 2 – 1                 | Італія     | товариський матч   | -    |          |
| Усього     |                    | Матчів     | 36                    |            | Голів              | 4    |          |

## Досягнення

### Як гравець
- Чемпіон Італії: 1990-91, 1999–2000
- Володар Кубка Італії: 1984-85, 1987-88, 1988-89, 1993-94, 1997-98, 1999–2000
- Володар Суперкубка Італії (2): 1991, 1998
- Володар Кубка володарів кубків: 1989-90, 1998-99
- Володар Суперкубка Європи: 1999
- Бронзовий призер чемпіонату світу: 1990
- Футболіст року в Італії: 1997

### Як тренер
- Чемпіон Європи: 2020
- Чемпіон Італії: 2005-06, 2006-07, 2007-08
- Чемпіон Англії: 2011-12
- Володар Кубка Італії: 2000–2001, 2003–2004, 2004–2005, 2005–2006
- Володар Кубка Англії: 2010–2011
- Володар Кубка Туреччини: 2013–2014
- Володар Суперкубка Італії: 2005
- Володар Суперкубка Англії: 2012